# René Bianco
René Bianco (* 21. Juni 1908 in Constantine, Algerien; † 24. Januar 2008 in Charbonnières-les-Bains) war ein französischer Opernsänger (Bariton).

## Leben
Bianco debütierte als Sänger am Theater seiner Heimatstadt, außerdem trat er in Algier, Oran und Tunis auf. 1948 kam er nach Paris, wo er in der Salle Favart in Hoffmanns Erzählungen von Jacques Offenbach auftrat und an der Pariser Oper mit der Titelrolle von Wagners Lohengrin debütierte.
In seiner fast 70 Jahre währenden Bühnenlaufbahn umfasste sein Repertoire mehr als 80 Werke. Bianco sang die bedeutendsten Baritonpartien in den Opern von Giacomo Puccini, Giuseppe Verdi, Richard Wagner, Gustave Charpentier, Georges Bizet, Charles Gounod, Jean-Philippe Rameau und Jules Massenet und wirkte außerdem an einigen Uraufführungen zeitgenössischer Opern mit.
Daneben war Bianco als Gesangslehrer tätig, u. a. zwei Jahre lang am Konservatorium von Québec.